# Ilias Fifa
Ilias Fifa (* 16. května 1989, Tanger) je španělský atlet, běžec, který se věnuje středním a delším tratím.

## Kariéra
Pochází z Maroka, španělské občanství získal v červenci 2015. Startoval na světovém šampionátu v Pekingu v roce 2015, nepostoupil však do finále. Největším úspěchem se pro něj stalo vítězství v běhu na 5000 metrů na mistrovství Evropy v Amsterdamu v roce 2016.